# Mala Sinha
Mala Sinha, nata Alda Sinha (Calcutta, 11 novembre 1936), è un'attrice indiana, attiva dal 1952 al 1994.

## Filmografia parziale
- Sete eterna (Pyaasa), regia di Guru Dutt (1957)
- Phir Subah Hogi, regia di Ramesh Saigal (1958)
- Dhool Ka Phool, regia di Yash Chopra (1959)
- Anpadh, regia di Mohan Kumar (1962)
- Gumraah, regia di B. R. Chopra (1963)
- Jahan Ara, regia di Vinod Kumar (1964)
- Himalay Ki Goad Mein, regia di Vijay Bhatt (1965)
- Ankhen, regia di Ramanand Sagar (1968)
- Harjaee, regia di Ramesh Behl (1981)
- Khel, regia di Rakesh Roshan (1992)

## Premi
- 1965 - BFJA Award for Best Actress — Jahan Ara
- 1967 - BFJA Award for Best Actress — Himalay Ki God Mein
- 2004 - Sikkim Samman Award by Government of Sikkim
- 2005 - Felicitation by Government of Nepal
- 2007 - Star Screen Lifetime Achievement Award
- 2013 - Kelvinator GR8! Women Awards: Lifetime Achievement Award
- 2018 - Filmfare Lifetime Achievement Award